# モルトー＝クリブフ
モルトー＝クリブフ（仏: Morteaux-Coulibœuf）は、フランスのノルマンディー地域圏、カルヴァドス県に属するコミューン。モルトー＝クリブフ郡の郡庁所在地である。

## 地理
県都カーンの南東35km、ファレーズから北東に10kmほどいった県南部の丘陵地帯にある。この地方の多くの農村と同じく、いくつかの小集落が集まって一つのコミューンを形成している。ディーヴ川やその支流が北に流れる。北でヴィックと、東でバルー＝アン＝オージュと、南でボーメと、西でダムブランヴィルとそれぞれ接する。

## 歴史
モルトーとクリブフの2つのコミューンが1857年に合併して誕生した。

## 行政
- 首長 - クリスチャン・バシェリー（Christian Bacheley、無所属、2008年3月） 商人
- 前首長 - クロード・ド・ブランシャール（Claude de Blanchard、無所属、1977年から2008年3月まで）

## 人口の推移[1]
| 1962年 | 1968年 | 1975年 | 1982年 | 1990年 | 1999年 | 2006年 | 2007年 |
| ------ | ------ | ------ | ------ | ------ | ------ | ------ | ------ |
| 590    | 620    | 542    | 505    | 517    | 514    | 507    | 511    |

## 観光スポット
- クリブフ駅